# Збіг

Сонячне затемнення 1999 року. Завдяки збігу Місяць закрив світло Сонця.

Збіг — примітне поєднання подій або обставин, між якими немає жодного очевидного причинно-наслідкового зв'язку. Спостереження чудових збігів може призвести до заяв про надприродне, окультне або паранормальне, або ж до віри у фаталізм — вчення про те, що події відбуватимуться в точній відповідності до призначення.
З точки зору статистики, збіги неминучі і часто менш чудові, ніж здається інтуїтивно. Наприклад, парадокс днів народження, показує, що ймовірність того, що двоє в групі людей народилися в один день, перевищує 50 %, коли в ній всього 23 особи.

## Збіг як синхронічність
Швейцарський психіатр Карл Юнг розробив теорію, яка стверджує, що чудові збіги трапляються через те, що він назвав «синхронічністю», яку він визначив як «акаузальний об'єднувальний принцип».
Деякі скептики (наприклад, Жорж Шарпак і Анрі Брош) синхронічність вважають лише прикладом апофенії. Вони кажуть, що поняття імовірності та статистичних теорем (таких, як закон Літлвуда) достатньо, щоб пояснити чудовість збігів.
Чарльз Форт зібрав сотні оповідей про цікаві збіги та аномальні явища.

## Збіги та причинність
Вимірювання ймовірності серії збігів — найпоширеніший спосіб відрізнити збіг від причинно пов'язаних подій.